# Clotilde Hesme
Pour les articles homonymes, voir Hesme.
Clotilde Hesme est une actrice française, née le 30 juillet 1979 à Troyes (Aube).

## Biographie

### Jeunesse et formations
Clotilde Hesme naît le 30 juillet 1979 à Troyes, dans l'Aube. Elle a deux sœurs, Annelise Hesme, qui est actrice, et Élodie Hesme, actrice et parolière.
Elle étudie l'art dramatique au sein du célèbre Cours Florent ainsi qu'au Conservatoire national supérieur d'art dramatique.

### Carrière
En 1999, Clotilde Hesme commence une carrière de comédienne dans des pièces au sein de la compagnie de François Orsoni dont elle est membre durant plus de dix ans.
Elle se fait remarquer par le réalisateur Jérôme Bonnell qui la fait tourner dans Le Chignon d'Olga en 2002 puis également par Philippe Garrel qui la dirige dans des courts métrages avant de lui proposer un rôle dans Les Amants réguliers. Sa carrière démarre réellement en 2007 avec le tournage de quatre films dont Les Chansons d'amour de Christophe Honoré pour lequel elle est nommée au César du meilleur espoir féminin en 2008. Elle obtient finalement la récompense en 2012 pour Angèle et Tony (ex æquo avec Naidra Ayadi pour Polisse). Elle interprète la même année le rôle d'Adèle dans la série française Les Revenants de Fabrice Gobert.
En 2015, enceinte de son deuxième enfant, elle fait la campagne de promotion du film Chocolat dont elle a le premier rôle féminin aux côtés de James Thierrée et Omar Sy.
Lors du Festival de Cannes 2017, elle est membre du jury de la Cinéfondation et des courts métrages, sous la présidence du réalisateur roumain Cristian Mungiu.
Depuis quelques années, Clotilde Hesme tourne dans des séries télévisées, après un rôle récurrent dans Lupin.

### Vie privée
Clotilde Hesme est pacsée à Marc Wilhelm, technicien du cinéma, avec qui elle a deux enfants : un fils prénommé Jean (né en 2012) et une fille prénommée Selma (née en 2016).

## Filmographie

### Cinéma

#### Longs métrages
- 2002 : Le Chignon d'Olga de Jérôme Bonnell : Marion
- 2004 : À ce soir de Laure Duthilleul : Mathilde
- 2005 : Les Amants réguliers de Philippe Garrel : Lilie
- 2007 : Les Chansons d'amour de Christophe Honoré : Alice
- 2007 : Le Fils de l'épicier d'Éric Guirado : Claire
- 2007 : 24 Mesures de Jalil Lespert : Damia
- 2008 : Les Liens du sang de Jacques Maillot : Corinne
- 2008 : Enfances, segment La Paire de chaussures d'Ismaël Ferroukhi : Gabrielle, la gouvernante de Jean Renoir
- 2008 : La Belle personne de Christophe Honoré : la documentaliste
- 2008 : De la guerre de Bertrand Bonello : Louise
- 2009 : Les Derniers jours du monde d'Arnaud et Jean-Marie Larrieu : Iris
- 2010 : Mystères de Lisbonne (Mistérios de Lisboa) de Raoul Ruiz : Elisa de Monfort
- 2011 : Si tu meurs, je te tue d'Hiner Saleem
- 2011 : Angèle et Tony d'Alix Delaporte : Angèle
- 2012 : Trois Mondes de Catherine Corsini : Juliette
- 2013 : Pour une femme de Diane Kurys : Madeleine
- 2015 : Le Dernier Coup de marteau d'Alix Delaporte : Nadia
- 2015 : L'Échappée belle d'Émilie Cherpitel : Eva
- 2016 : Chocolat de Roschdy Zem : Marie Hecquet
- 2016 : Une vie de Stéphane Brizé : Gilberte de Fourville
- 2016 : L'Indomptée de Caroline Deruas : Camille Peano
- 2017 : Diane a les épaules de Fabien Gorgeart : Diane
- 2017 : K.O. de Fabrice Gobert : Ingrid
- 2021 : The Shift d'Alessandro Tonda : Isabelle
- 2024 : Largo Winch : Le Prix de l'argent d'Olivier Masset-Depasse : Chloé Riva

#### Courts métrages
- 1999 : Dieu, que la nature est bien faite ! de Sophie Lellouche : la copine du serveur
- 2004 : Focus de Sébastien Fabiou : Lucie
- 2006 : Comment on freine dans une descente d'Alix Delaporte : Nadine
- 2006 : À cause d'elles de Lolita Chammah :
- 2007 : La Paire de chaussures d'Ismaël Ferroukhi : Gabrielle, la gouvernante de Jean Renoir

- 2013 : Un chien de ma chienne de Fabien Gorgeart : Anna
- 2013 : Once Upon a Time… de Karl Lagerfeld : Adrienne Chanel
- 2014 : Promeneuse de Guillaume Mainguet : la promeneuse
- 2014 : Le Souffleur de l'affaire d'Isabelle Prim : Sarah Bernhardt
- 2018 : Vint la vague de Benjamin Busnel : Dom
- 2019 : Les Derniers Feux de Benjamin Busnel : l'actrice
- 2022 : L'attente de Alice Douard : Céline
- 2022 : Dernière nuit de Thibault Bru : Solange

### Doublage

#### Voix originales
Film d'animation
- 2023 : Linda veut du poulet ! de Sébastien Laudenbach et Chiara Malta

### Télévision

#### Téléfilms
- 2009 : La Seconde Surprise de l'amour de Vitold Krysinsky : la marquise
- 2009 : Angelo, tyran de Padoue de Christophe Honoré : la Tisbé
- 2019 : Le Jeu de l'amour et du Hasard de Dominique Thiel : Sylvia
- 2022 : Le Patient de Christophe Charrier : Anna Kieffer

#### Séries télévisées
- 2009 : Suite noire : Rebecca (saison 1, épisode 8 : Envoyez la fracture !)
- 2010 : Mystères de Lisbonne : Elisa de Montfort (mini-série ; 2 épisodes)
- 2012-2015 : Les Revenants : Adèle Werther (16 épisodes)
- 2013 : Le Jeu des sept familles : Anna (épisode Un chien de ma chienne)
- 2020 : Amour fou : Rebecca Peyrac (mini-série ; 3 épisodes)
- 2021 - 2023 : Lupin : Juliette Pellegrini (principal saison 1 et 2, invitée saison 3) (10 épisodes)
- 2021 : Nona et ses filles : Gabrielle (9 épisodes)
- 2022-2023 : HPI : Roxane Ascher (saison 2 et 3 - 12 épisodes)[7]

## Théâtre
- 1999 : Le Bonnet de fou de Luigi Pirandello, mise en scène François Orsoni, Studio de l’Ermitage Paris, Théâtre Kallisté Ajaccio
- 2001 : Le Retour au désert de Bernard-Marie Koltès, mise en scène Thierry de Peretti, Théâtre de la Bastille, Théâtre du Nord, Théâtre de Nice
- 2004 : L'Illusion comique de Corneille, mise en scène Paul Golub, Théâtre Firmin Gémier Antony
- 2004 : Intrusion de Frédéric Sonntag, mise en scène de l'auteur, Théâtre Ouvert
- 2005 : Fusée de Charles Baudelaire, Le Château des Carpathes de Jules Verne, lectures à la bibliothèque municipale d’Ajaccio
- 2005 : La Jeune Fille, le Diable et le Moulin d'Olivier Py, mise en scène François Orsoni, Bastia puis en tournée
- 2005 : Desert Inn  de Michel Deutsch, mise en scène de l'auteur, Odéon-Théâtre de l'Europe Ateliers Berthier
- 2005 : Les Névroses sexuelles de nos parents de Lukas Bärfuss, mise en scène Bruno Bayen, Théâtre Vidy-Lausanne puis en 2006 Théâtre de Gennevilliers, Théâtre national de Strasbourg
- 2006 : Getting attention de Martin Crimp, mise en scène Christophe Rauck, Théâtre Vidy-Lausanne, Théâtre des Abbesses
- 2006 : Barbe-Bleue, espoir des femmes de Dea Loher, mise en scène François Orsoni, Théâtre Kallisté Ajaccio
- 2007 : Jean la chance de Bertolt Brecht, mise en scène François Orsoni, Mains d'œuvres Saint-Ouen, puis Théâtre de la Bastille et tournée
- 2007 : La Seconde Surprise de l'amour de Marivaux, mise en scène Luc Bondy, Festival d'automne à Paris Théâtre Nanterre-Amandiers, tournée
- 2009 : Laissez-moi seule de Bruno Bayen, mise en scène de l'auteur, Théâtre national de la Colline
- 2009 : Angelo, tyran de Padoue de Victor Hugo, mise en scène Christophe Honoré, Festival d'Avignon puis en tournée
- 2010 : Baal de Bertolt Brecht, mise en scène François Orsoni, Festival d'Avignon, Comédie de Reims, Théâtre de la Bastille, tournée
- 2013 : Lear Is in Town de Shakespeare, mise en scène Ludovic Lagarde, Comédie de Reims, Festival d'Avignon
- 2014 : Le Tartuffe de Molière, mise en scène Luc Bondy, Théâtre de l'Odéon
- 2018 : Le Jeu de l'amour et du hasard de Marivaux, mise en scène Catherine Hiegel, théâtre de la Porte Saint-Martin
- 2019 : Stallone d'après Emmanuèle Bernheim, mise en scène Fabien Gorgeart, Théâtre Sorano et Centquatre-Paris
- 2023 : Sorcières d'après Mona Chollet, Nuits de Fourvière
- 2024 : Hamlet de William Shakespeare, mise en scène Christiane Jatahy, Théâtre de l'Odéon

## Distinctions

### Récompenses
- SACD 2008 : prix Suzanne-Bianchetti en tant que révélation
- Prix du syndicat de la critique 2008 : meilleure comédienne pour La Seconde Surprise de l'amour
- SACD 2009 : prix Jean-Jacques-Gautier pour Jean la chance
- César 2012 : César du meilleur espoir féminin pour Angèle et Tony
- Festival international du film de Marrakech 2014 : Meilleure actrice pour Le Dernier Coup de marteau
- Festival des créations télévisuelles de Luchon 2020 : prix de la meilleure interprétation féminine pour Amour fou
- Molières 2022 : Molière de la comédienne dans un spectacle de théâtre public pour Stallone

### Nominations
- Prix Romy-Schneider 2008
- Molières 2008 : Molière de la révélation théâtrale pour La Seconde Surprise de l'amour
- César 2008 : César du meilleur espoir féminin pour Les Chansons d'amour
- Prix Lumières 2008 : prix Lumières du meilleur espoir féminin pour Les Chansons d'amour
- Étoiles d'or du cinéma français 2008 : Meilleur espoir féminin pour Les Chansons d'amour
- Prix Lumières 2012 : prix Lumières de la meilleure actrice pour Angèle et Tony